# Pál Titkos
Pál Titkos (ur. 8 stycznia 1908 w Kelenvölgy, zm. 8 października 1988 w Budapeszcie) – węgierski piłkarz, napastnik i trener piłkarski. Srebrny medalista MŚ 38.
W reprezentacji Węgier zagrał 48 razy i strzelił 13 bramek. Debiutował w 1929, ostatni raz zagrał w 1938. Podczas MŚ 38 zagrał w dwóch meczach i strzelił dwie bramki (w półfinale ze Szwecją i w przegranym finale z Włochami). Był wówczas piłkarzem MTK Hungária Budapeszt.